# Canvi físic

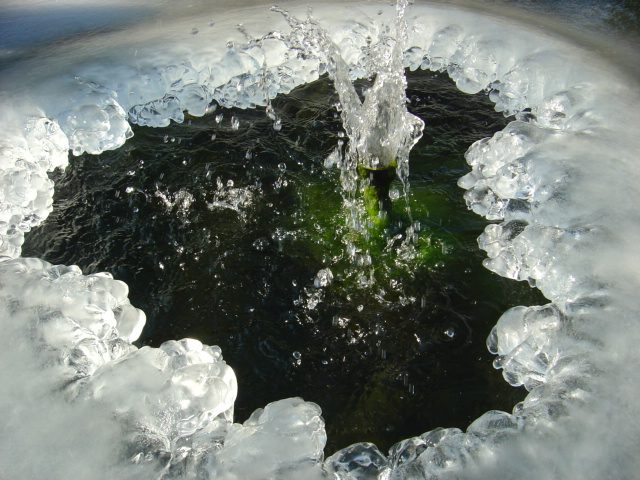
Font amb gel i aigua líquida

Un canvi físic és una transformació que pot modificar l'estat d'agregació o l'aspecte d'una substància sense alterar-ne la naturalesa química. En canvi, un canvi químic implica la formació de noves substàncies mitjançant combinacions o trencaments que alteren la seva composició química.
Distingir entre canvis físics i químics no sempre és senzill. Per exemple, dissoldre sal en aigua suposa el trencament d'enllaços químics, però sovint es considera un canvi físic. A més, molts canvis químics són irreversibles, mentre que molts canvis físics poden ser reversibles. Tot i així, la reversibilitat no és un criteri determinant per classificar un canvi.

Els principals estats de la matèria són: sòlid, líquid, gasós i plasma.